# Pål-Nils Nilsson

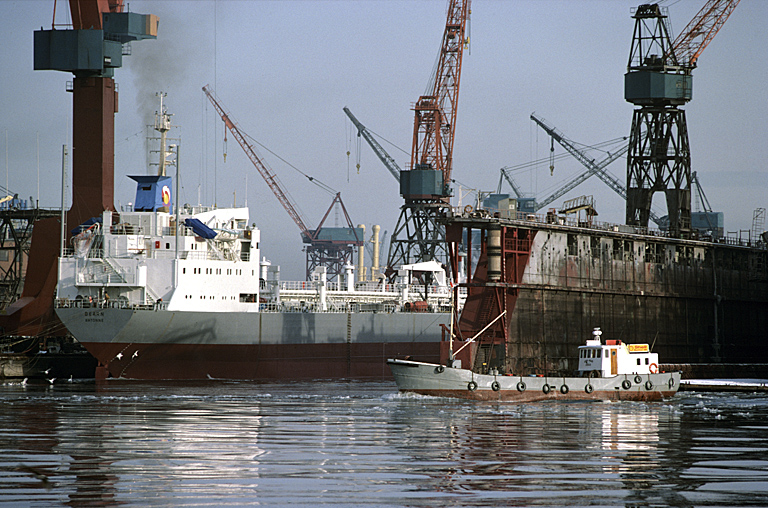
Eriksbergs Mekaniska Verkstad i Göteborg 1977
Foto:Pål-Nils Nilsson

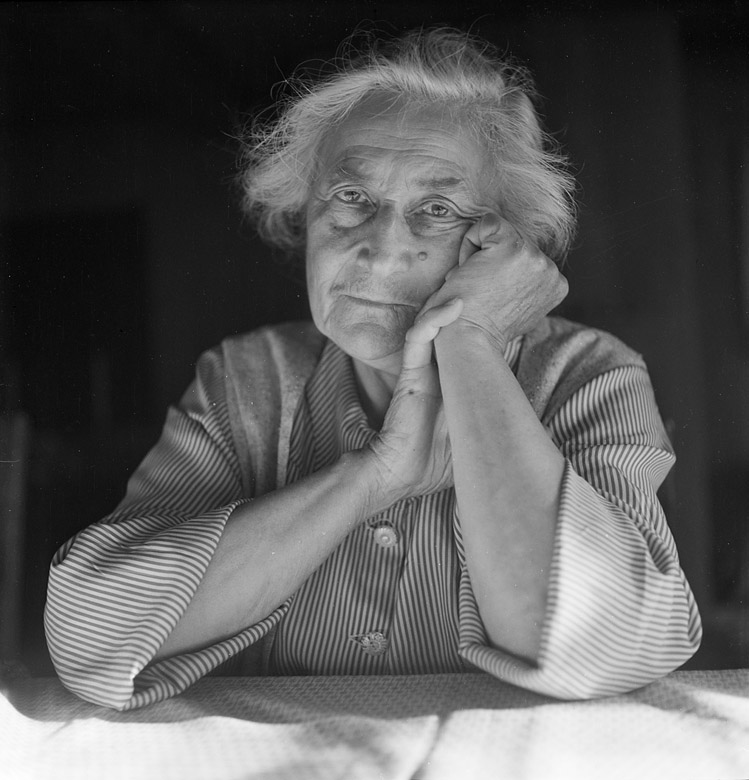
Porträtt av Emma Lundberg, mormor till Pål-Nils Nilsson, 1953
Foto:Pål-Nils Nilsson

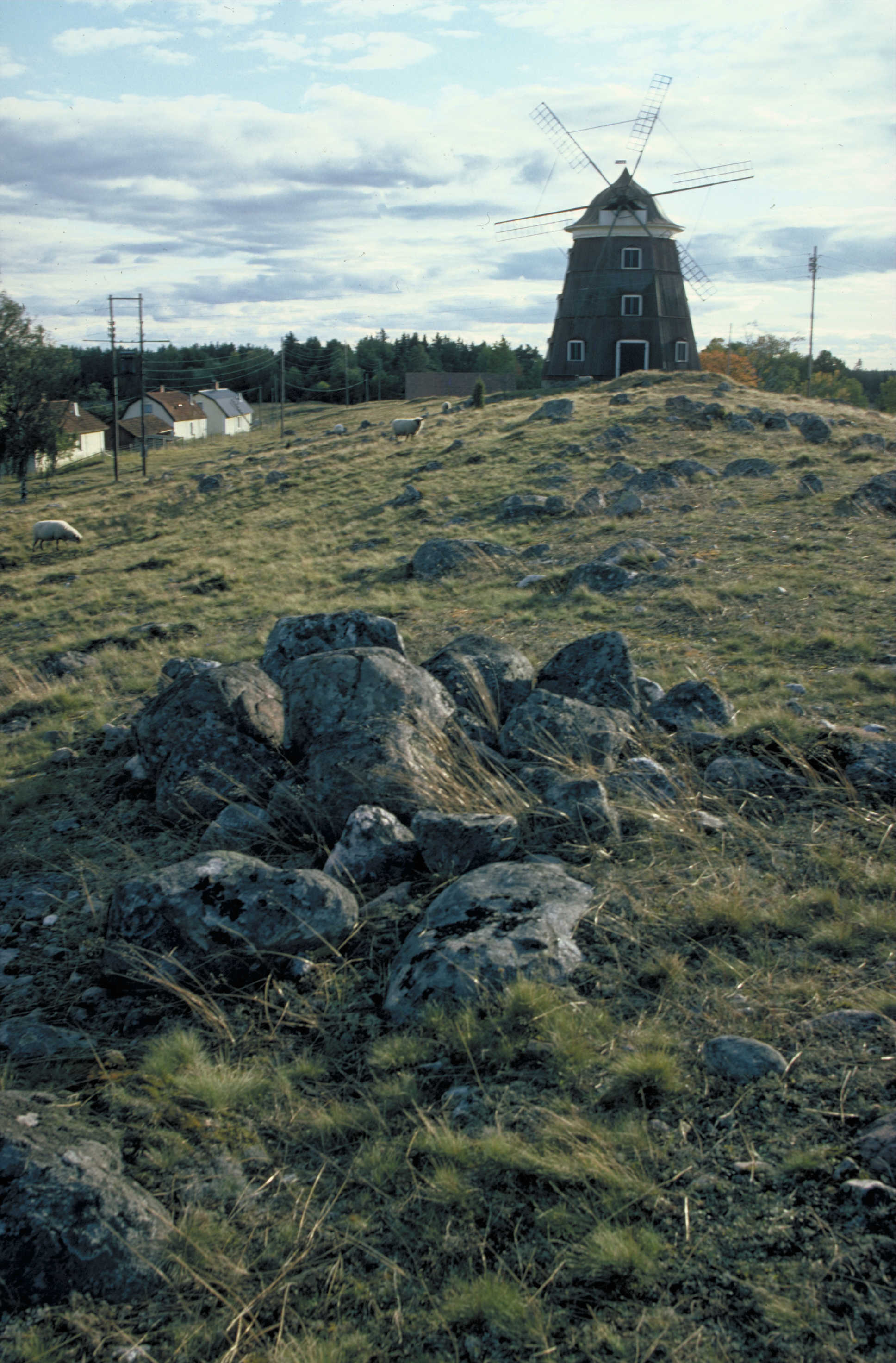
Söderby kvarn och ett järnåldersgravfält i Barva socken, 1970-tal
Foto:Pål-Nils Nilsson

Inge Pål-Nils Nilsson, född 7 juli 1929 i Rom i Italien, död 25 maj 2002 i Värmdö församling, var en svensk fotograf och filmare.

## Biografi
Pål-Nils Nilsson var son till skulptören Robert Nilsson och textilkonstnären Barbro Nilsson. Han började som reklamfotograf och var en av initiativtagarna till fotografgruppen Tio fotografer 1958. År 1986 tilldelades han professors namn och 1988 blev han professor i fotografi på Fotohögskolan i Göteborg. 

## Verk
Pål-Nils Nilsson har framför allt gjort sig känd för foton av svenska landskap och kulturmiljöer och för teve-filmer. Från 1955 och 30 år framåt illustrerade han Svenska Turistföreningens årsskrifter och andra böcker.
Riksantikvarieämbetet har cirka 300 000 av Pål-Nils Nilssons landskaps-, kulturmiljö- samt porträttbilder i sitt Antikvarisk-topografiska arkiv, och Kungliga Biblioteket har i sina samlingar porträtt- och stockholmsbilder tagna av honom. Han finns även representerad vid Nationalmuseum i Stockholm.
| ”                                                      | Svaret är nog innerst att jag tycker det är kul. Upphör aldrig att känna spänning i sökandet efter ögonblick med symbol- och associationshalt. Hoppas alltid att i mörkret få erfara att det blev en Bild. | „ |
| – Pål-Nils Nilsson, tillfrågad varför han fotograferar | |   |